# Rumex vesicarius
Espèce
Rumex vesicarius est une plante de la famille des Polygonacées originaire de l'Afrique saharienne et du Moyen-Orient.

## Synonymes
- Acetosa vesicaria (L.) Á. Löve (1948)
- Rumex bolosii Stübing, Peris & Romo
- Rumex roseus Auct. sensu Desf. non L.

## Description
C'est une plante annuelle herbacée pouvant atteindre 50 centimètres de haut.
Ses fleurs aux ailettes rosées finement nervurées sont caractéristiques.

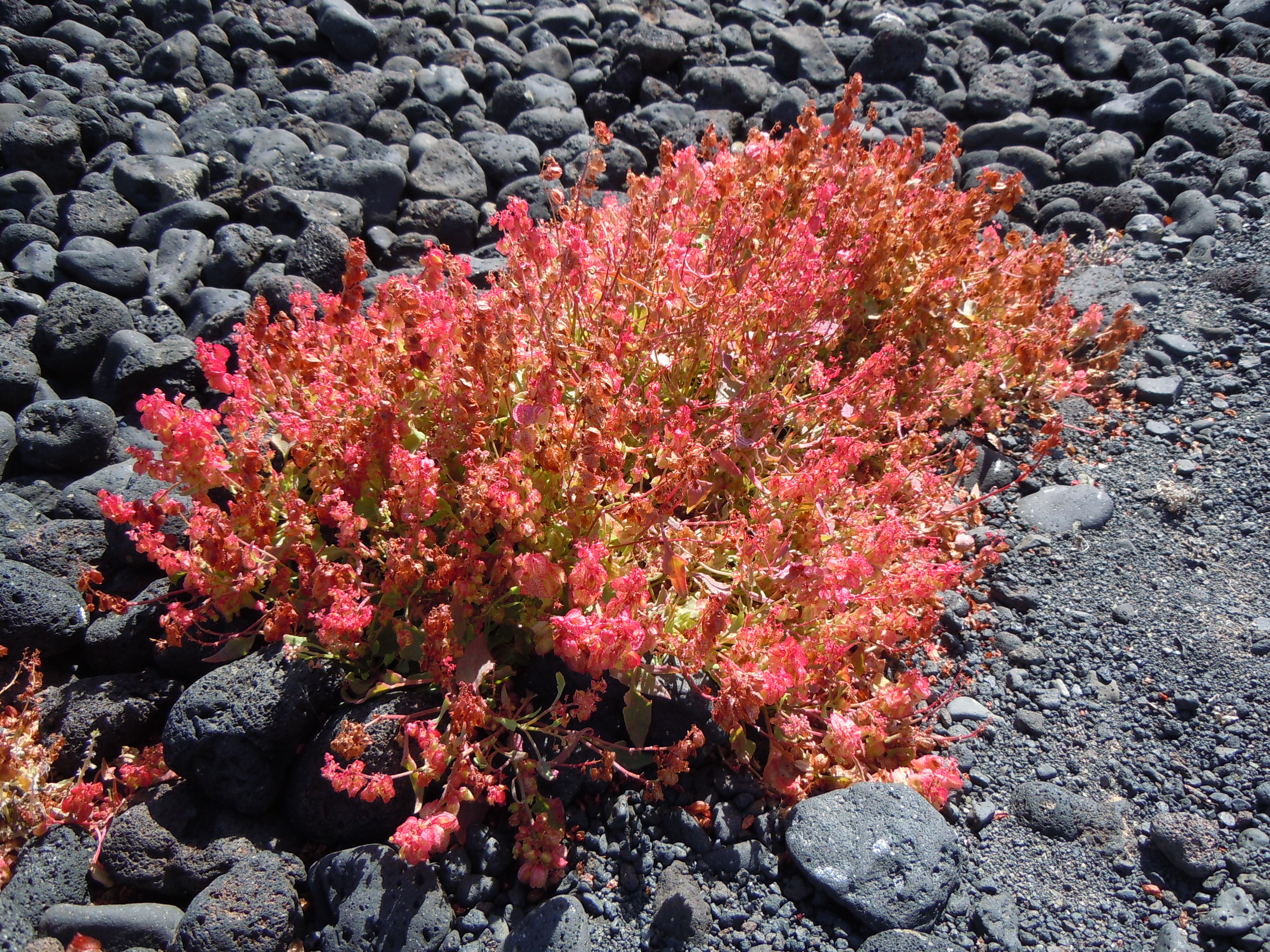
Rumex vesicarius sur les graviers volcaniques de Lanzarote.
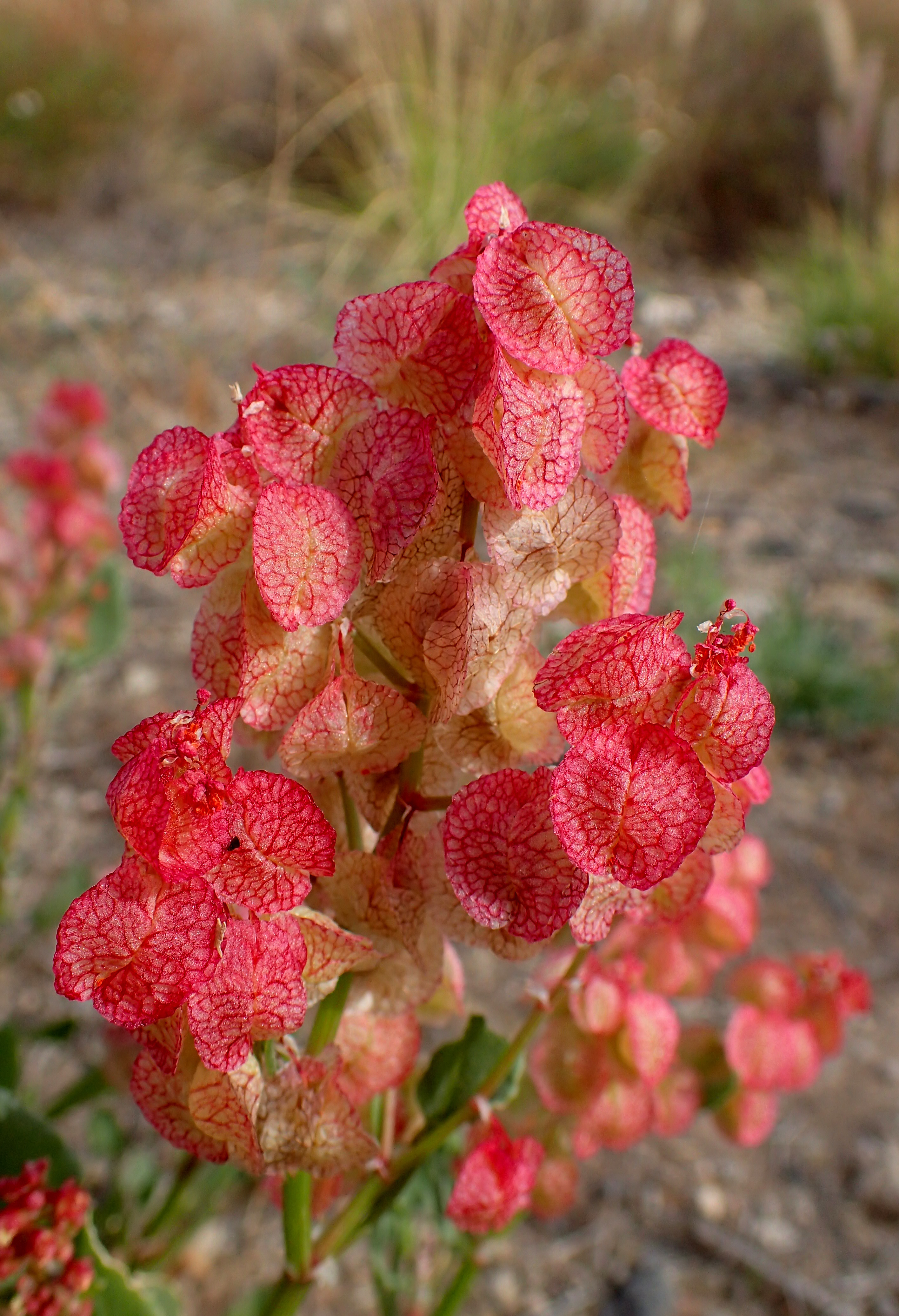
Épi floral de Rumex vesicarius à Tenerife

## Répartition
Rumex vesicarius  est dispersée dans les zones arides d'Afrique Saharienne, de la péninsule arabique, et du Moyen-Orient, depuis les Îles Canaries jusqu'au Penjab.
Aux Îles Canaries, la variété Rumex vesicarius var. rhodophysa Ball est pionnière des roches volcaniques, son nom local est Vinagrerilla roja.

## Utilisation
La plante est supposée avoir des propriétés astringentes, diurétiques et laxatives.